# Rijksbeschermd gezicht Bourtange
Gezicht Bourtange is een van rijkswege beschermd dorpsgezicht in Bourtange in de Nederlandse provincie Groningen. De procedure voor aanwijzing werd gestart op 3 augustus 1965. Het gebied werd op 7 september 1967 definitief aangewezen. Het beschermd gezicht beslaat een oppervlakte van 30 hectare.
Panden die binnen een beschermd gezicht vallen krijgen niet automatisch de status van beschermd monument. Wel zal de gemeente het bestemmingsplan aanpassen om nieuwe ontwikkelingen in het gebied te reguleren. De gezichtsbescherming richt zich op de stedenbouwkundige en cultuurhistorische waardering van een gebied en wil het toekomstig functioneren daarvan veiligstellen.